# Круспе, Рихард
Ри́хард Цвен Кру́спе (нем. Richard Zven Kruspe, при рождении Свен Кру́спе — нем. Sven Kruspe; род. 24 июня 1967, Виттенберге, ГДР) — немецкий музыкант, наиболее известный как гитарист и сооснователь немецкой индастриал-метал-группы Rammstein и лидер проекта Emigrate.

## Биография
Свен Круспе родился в Восточной Германии в Виттенберге. Позже он сменил имя на Рихард, полагая, что каждый должен иметь возможность изменить своё имя. 
До семи лет Круспе жил в деревне Вайзен со своей семьёй. После развода родителей он остался с матерью и переехал в Шверин. Свен не ладил со своим отчимом и часто убегал из дома.
В возрасте двенадцати лет родители отдали его в профессиональную секцию борьбы, в которой он  занимался семь лет. Этот факт и послужил толчком для массы рассказов о его прошлом рестлера. По словам Рихарда, это хобби навело его на идею сыграть роль борца в клипе «Mein Teil». 
В молодости огромное влияние на него оказали такие группы, как AC/DC и Kiss.

Как-то раз я нарисовал название «KISS» в своей тетрадке, что было, конечно, строжайше запрещено, — вспоминает Рихард. — Так что меня отчитали во дворе прямо перед всей школой. Но после этого KISS стали нравиться мне ещё больше.
Идея играть на гитаре у Круспе появилась благодаря девушке:

Когда мне было 16, я побывал в Чехословакии со своими друзьями и в конце поездки купил гитару, — рассказал как-то гитарист. — Сперва я хотел перепродать её, потому что в ГДР гитары стоили больших денег, а деньги, понятно, были делом вовсе не лишним. Мы отправились обратно и остановились в палаточном лагере. Я сидел около костра, и какая-то девушка попросила меня сыграть. Я объяснил ей, что не умею играть, но она продолжала настаивать. Я словно с ума сошёл, взял гитару и начал дёргать струны. Чем громче я играл, тем больше ей это нравилось. И тут мне в голову пришла гениальная мысль: девушки любят парней, которые умеют играть на гитарах!

Чуть позже Рихард понял, что на самом-то деле его всегда интересовала музыка, а его учитель считала, что у мальчика хорошее чувство ритма и его надо отдавать в музыкальную школу:

Мне было двенадцать, и я постоянно слушал музыку — слева от меня стоял проигрыватель, справа магнитофон, а посередине сидел я и всему этому подпевал. Однажды я понял, что у меня талант к музыке. Тогда я начал упражняться: два года подряд, около шести часов каждый день. После этого я поступил в музыкальное училище, ещё четыре года занимался музыкой и играл во многих группах.

До Rammstein Круспе входил в состав групп Das Elegante Chaos и Orgasm Death Gimmick.
К двадцати годам Круспе получил музыкальное образование в джаз-школе ГДР. На данный момент он является единственным из всех участников группы Rammstein, кто имеет музыкальное образование.
Мечтой Рихарда было создать собственную группу. Чтобы её осуществить, он переехал в Берлин.

Однажды в Шверине мне стало слишком тесно, возможности были слишком ограничены, а воздух, чтобы дышать свободно, был весь истрачен, — говорит Рихард. — Мне стало ясно, что здесь слишком мало людей, которые делают музыку действительно из страсти, я постоянно должен был их подгонять. Меня же музыкальная сцена сделала практически больным. И в 1988 году я переехал в Берлин, хотя не знал там ни единого человека. Я снимал квартиру на Люхенер штрасе с видом на маленький задний дворик, у меня была с собой гитара и была ударная установка, и там я мог заниматься музыкой, сколько захочу.

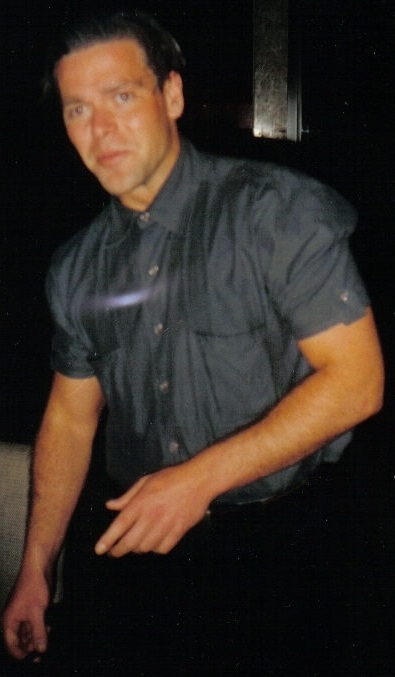
Рихард Круспе в 1999 году

Возможно, одной из причин переезда в Берлин стали сложные отношения с матерью и отчимом. Известно, что в первый раз он привёл свою мать на концерт Rammstein только в 2001 году.
Общеизвестна история о конфликте Рихарда с отчимом, когда тот сорвал со стены в комнате Круспе постер с Kiss — группой, которую Рихард в свои 12 лет боготворил — и порвал его. Будущий гитарист проплакал всю ночь, но к утру плакат уже висел на своём прежнем месте.
Рихард о своей матери:

 У меня с мамой не очень хорошие отношения, но я думаю, сейчас она считает, что я занимаюсь не последней ерундой.

Практически во всех коллективах, где Рихард тогда играл, его знали под псевдонимом Шолле (Scholle с немецкого переводится как «глыба» или как «камбала» — какое именно значение имел в виду он сам, доподлинно не известно). Музыкант уже в то время имел проблемы со Штази, поскольку не всегда выходил на работу. Это было одной из самых больших проблем для его коллег из ГДР, поскольку считать за работу участие в музыкальном коллективе правительство  категорически отказывалось. Дополнительным способом его заработка в то время являлось то, что он сам мастерил и продавал разные украшения.
«В Берлине тогда у музыкантов было две возможности жить, — любит рассказывать Рихард. — Либо ты имел привилегии как профессионал и мог заниматься музыкой, либо ты вообще не имел права писать музыку, потому что официально тебе была присвоена иная профессия. Поэтому я мастерил украшения, продавал их на улицах Берлина, а в свободное время писал музыку. Потом я по совершенно бесчеловечному курсу обменял 15000 восточных марок, получил за них 1200 западных марок, и, встретив однажды в каком-то кафе человека „с той стороны“, спросил его, не мог бы он купить мне гитару. Тогда мне казалось: нужно только обзавестись навороченной гитарой, и тебе вообще не нужно будет уметь играть — она сама будет играть всё как надо. И вот так я отдал этому человеку деньги, хотя почти его не знал. Деньги он взял — а потом пропал на два месяца. Я решил — да, времени было достаточно, чтобы понять, что меня облапошили. А 1200 западных марок тогда были действительно большой, очень большой суммой, которую я долго копил. Но незадолго до Рождества ко мне в дверь постучали — пришла посылка. Это была моя первая настоящая гитара. Но когда я её распаковал и сыграл, я понял — это всего лишь гитара…»
История покупки первой настоящей гитары нередко пересказывалась лидер-гитаристом в разных интервью, так же как и описание того, почему он однажды решил бежать из Восточной Германии. В Берлине в то время было очень неспокойно. Близился кризис власти ГДР, в 1989-м наступила знаменитая «осень демонстраций» — и в одну из таких демонстраций Рихард угодил спустя год после своего переезда. 10 октября с ним произошло событие, полностью определившее его взгляды на жизнь в ГДР.
«В тот день я совершенно случайно попал на одну из этих демонстраций. Я был окружён полицейскими и увезён куда-то на окраину города на грузовике. После часа езды грузовик остановился где-то в районе Вайсензее. Целью была полицейская станция, и там меня держали 3 дня. 6 часов я должен был стоять около стены, и если я пробовал шевелиться, меня били. При этом я был совершенно ни в чём не виноват, но это полицию, конечно же, не интересовало. По прошествии трёх дней я был полностью „готов“ и решил: хватит. Раньше у меня ещё никогда не было мыслей оставить ГДР. Но тогда мне стало ясно: я должен отсюда уезжать. Так я вскоре бежал в Австрию через „зелёную“ венгерскую границу. Мой путь привёл меня в западный Берлин. Но я понимал, что это не самое лучшее решение…»
Конечно, решение было не идеальным — к беженцам с Востока в ФРГ относились весьма предвзято. Однако музыкальная работа продолжалась, записывались демоверсии ныне канувших в лету песен, тогда ещё до боли похожих на их американские «шаблоны». В это же время Рихард расстался с матерью своей дочери Киры (ею была бывшая жена Тилля Линдеманна, они с Рихардом никогда не были женаты, и фамилия Линдеманн досталась девочке от матери), и в жизни его, как он позже говорил, наступила полоса глубокой депрессии. (Несмотря на то, что Рихард так официально и не признал Киру, поскольку ребёнок был незаконным, у него сохранились прекрасные отношения с дочерью. Несмотря на малый возраст, Кира уже успела поучаствовать в нескольких проектах, связанных с жизнью Rammstein — в 8 лет она снималась в песне Tier на знаменитом концерте Live aus Berlin в 1998 году, в более старшем возрасте — в эпизодах клипа на песню Amerika, а её голос можно услышать в припеве песни Spieluhr).
После года, проведённого в западном Берлине, и падения стены Рихард снова вернулся на свою родину в Шверин, где начал работу над проектом Das Auge Gottes, которая завершилась практически в самом начале. Именно тогда произошло знакомство Рихарда с будущим солистом Rammstein, а тогда — ещё только барабанщиком группы First Arsch Тиллем Линдеманном. К этому же времени относится самый известный проект, в котором участвовал Рихард — Orgasm Death Gimmick.
Однако в один прекрасный день ODG Рихарду показались слишком скучными — скорее всего, из-за их крайне неопределённого стиля — и, бросив на произвол судьбы так и не успевшее толком себя застолбить музыкальное детище, занялся планами относительно того, чтобы собрать другую команду. Ещё некоторое время он играл вместе с Die Firma, где произошло его знакомство с будущим барабанщиком Rammstein Кристофом Шнайдером. Тогда же были сказаны первые слова о новом совместном проекте, который тогда никто ещё не называл Rammstein. «В то время я частенько думал об Америке, — рассказывает Рихард. — И я обязательно хотел посмотреть на эту страну, где всё казалось возможным. Здесь сыграло свою роль не только моё увлечение американской музыкой, но и просто желание посмотреть на новый, чужой мир. Восхищение этим миром. После многих лет в ГДР, после жизни за стеной Америка была для меня синонимом свободы». Тогда Рихард вместе с Оливером и Тиллем впервые побывал в США. Именно после этого путешествия появились мысли о том, как важно сохранять свою индивидуальность, и возникла идея создать проект, связанный именно с немецкой музыкой.
Во время летнего тура группы Rammstein по США в 1999 году, после концерта в Нью-Йорке 3 июня, менеджер коллектива Эмануэль Фиалик познакомил Рихарда с его будущей женой, топ-моделью и киноактрисой Карон Бернштейн (в России известна по фильмам «Бизнес для наслаждения», «Кто этот мужчина», «Потерянные во времени» и др.) «Я ещё совершенно не знал английского, когда делал ей предложение, — признавался Рихард. — Это было большим переживанием для меня». Свадьба состоялась 29 октября 1999 года на пляже в Лонг Айленд. Она была проведена по еврейским обычаям и сопровождалась гитарной композицией, сочинённой Рихардом специально к этому событию. Свидетелем был Тилль Линдеманн. Правда, медового месяца у молодожёнов так и не было, потому что через три дня после свадьбы Рихард был вынужден вернуться в Берлин, чтобы вместе с остальной группой приступить к работе над новым альбомом.

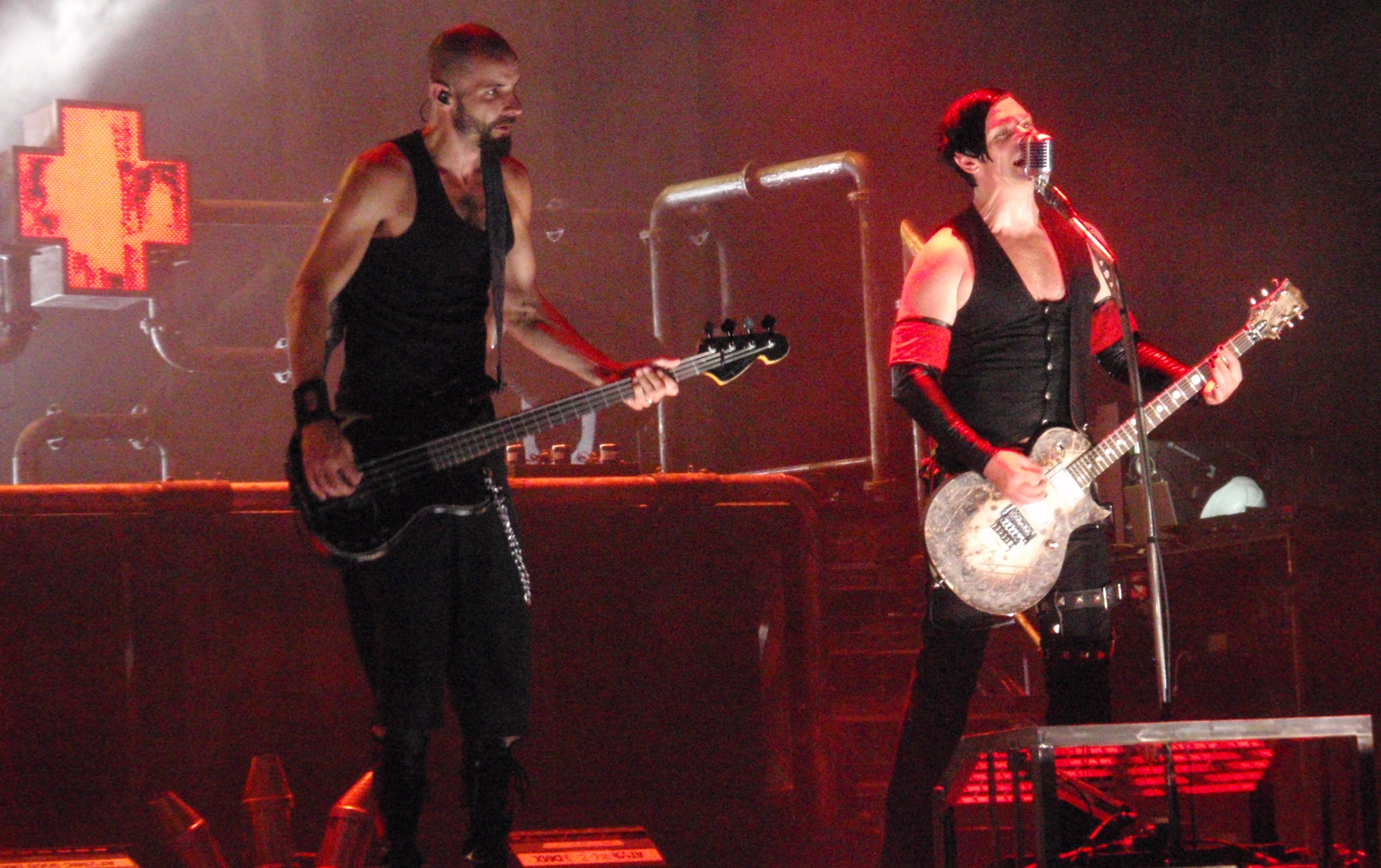
Оливер Ридель и Рихард Круспе во время концерта в Испании, 2010 год

С тех пор музыкант долгое время имел два дома, по полгода живя в Германии, а по полгода в США, если группа не находилась в туре.
В 2002 году Рихард переехал в Нью-Йорк окончательно. Однако в 2003 году брачный союз Рихарда с Карон распался.
У Рихарда есть дочь Кира Ли Линдеманн (28 февраля 1991 года), сын Мерлин Бессон (10 декабря 1992 г. р.) и младшая дочь Максим Аляска Босье (Maxime Alaska Bossieux) (28 сентября 2011 г. р.). Мама девочки — Марго Босье (Margaux Bossieux), гитаристка и бэк-вокалистка группы Emigrate (сольного проекта Рихарда) и бывшая бас-гитаристка Нью-Йоркской панк-рок-группы Dirty Mary. Младшая дочь снялась в нескольких клипах сольного проекта Рихарда Emigrate.
Отсутствие реализации множества идей и послужило одной из причин того самого кризиса, в котором оказалась группа в момент работы над третьим студийным альбомом Mutter.

## Сольный проект Рихарда
Emigrate — группа, основанная Рихардом Круспе, также являющегося сооснователем очень популярной на данный момент группы Rammstein и её соло-гитаристом. Новая группа создалась в 2005 году во время творческого перерыва Rammstein после выпуска пятого альбома Rosenrot.
Первый альбом группы — Emigrate — вышел в 2007 году. После выхода альбома Рихард был полон надежд на тур, однако ему помешало то обстоятельство, что к тому времени уже пора было начинать работу над новым студийным альбомом Rammstein — Liebe ist für alle da.
Следующий альбом «Эмигрейт» — Silent So Long — вышел в 2014 году.

## Дискография

### ВRammstein
- Herzeleid (Motor Music, 25 сентября 1995)
- Sehnsucht (Motor Music, 22 августа 1997)
- Mutter (Motor Music, 2 апреля 2001)
- Reise, Reise (Universal Music Group, 27 сентября 2004)
- Rosenrot (Universal Music Group, 28 октября 2005)
- Liebe ist für alle da (Universal Music Group, 16 октября 2009)
- Made in Germany 1995–2011 (Universal Music Group, 2 декабря 2011)
- Rammstein (Universal Music Group, 17 мая 2019)
- Zeit (Universal Music Group, 29 апреля 2022)

### ВEmigrate
- Emigrate (Motor Music, 31 августа 2007)
- Silent So Long (Vertigo, 14 ноября 2014)
- A Million Degrees (30 ноября 2018)
- The Persistence Of Memory  (12 ноября 2021)

### Другие коллективы и исполнители
- 2016 — «Move It» (Hotei — альбом Strangers)

## Оборудование
Гитары
Гитары, которые использует (или использовал) Рихард Круспе:
- ESP RZK-1 — Подписная серия Рихарда (цвета: Titanium, Olympic White, Satin Black, Burnt, использовалась в строях: Dropped C, Стандартный, Dropped D) (с 2004 — н.в)
- ESP RZK-2 — Подписная серия Рихарда (цвета: Burnt, Titanium, использовалась в строях: Dropped, Стандартный,Dropped C) (2008 — н.в)
- ESP Flying V
- ESP KH-2 — Подписная гитара Кирка Хэммета (Metallica) (цвета: Black, использовалась в строях: Стандартный, Dropped D) (1997—2002)
- ESP KH-4 — Подписная гитара Кирка Хэммета (Metallica) (цвета: Black, использовалась в строях: Dropped C, Стандартный, Dropped D) (2001—2005)
- LTD EC-1000 Deluxe — Электрогитара (цвета: Black Cherry, использовалась в строях: Dropped D) (2001—2002, 2004—2005, с ноября 2009 по март 2010)
- ESP Custom Emigrate Eclipse — Электрогитара (цвета: Silver, использовалась в строях: Dropped C). Появление в клипе My World, Возможно, модифицированная ESP Truckster. (2007)
- ESP Eclipse CTM I — Электрогитара (цвета: Vintage Black, использовалась в строях: Dropped C) (2004—2005)
- ESP Custom Maverick — Гитара (цвета: Silver with Pearl Pickguard, использовалась в строях: Dropped D) (2002, 2004—2005)
- ESP 901 — Электрогитара (цвета: Red Sunburst, Tobacco Sunbust использовалась в строях: Стандартный, Dropped D) (1994—1998)
- ESP AW-500 Kozi Signature — Электрогитара  (использовалась в строях: Dropped D) (2002)
- Ibanez 250 DX — Электрогитара (цвета: GRG, использовалась в строях: Dropped D) (1994—1996)
- Fender Stratocaster — Электрогитара (цвета: Tobacco Sunburst, использовалась в строях: Стандартный) (1996
- Takamine EF341SC — Акустическая гитара (использовалась в строях: Dropped C) (2004—2005)
- Gibson J-200 — Акустическая гитара, (использовалась в строях: Стандартный). Использовалась в студии (2009—2010)
- Gretsch White Falcon — Использовалась при записи Emigrate (2000, 2007). Появление в клипе Mein land.

Усилители, Эффекты и прочее
(большинство оборудования и эффектов, которые он использует, не указаны)
- Rath-Amp — усилители (до 1995—1996 года)
- Mesa/Boogie Triple Rectifier усилители с предусилителями Voodoo (1995/1996, 2000—2005, 2008—2011)
- Mesa/Boogie Dual Rectifier Revision C — усилитель, используемый им в студии (1992—2012)
- 4x12 стена кабинетов Marshall и Mesa/Boogie могут быть замечены в видеоклипе на песню Pussy
- Digitech Whammy — используется в треках Stein Um Stein, Zerstören и Liebe ist für alle da.
- Roland JC-120 Combo — Использовался в студии. (??? — 2008)
- Dunlop Crybaby DCR-2SR
- Tech 21 SansAmp PSA-1[6]
- Neve 1081
- Mesa/Boogie 4X12 Rectifier Standard Straight Cabinet — кабинет, с которого в студии записывается звук. Также к нему пристроен микрофонный робот собственной разработки Рихарда (1992—2012)
- Georg Neumann M149 — микрофон для записи звука с кабинета в студии, левый. Является частью микрофонного робота.
- Telefunken U47 — микрофон для записи звука с кабинета в студии, правый. Является частью микрофонного робота.
- Carl Martin Trem o’vibe — педаль эффекта тремоло, используется на концертах. (2009—2012)
- Carl Martin The Fuzz — педаль эффекта фузз, используется на концертах. (2009—2012)
- Carl Martin Pro Chorus XII — педаль эффекта хорус, используется на концертах. (2009—2012)
- Dunlop Crybaby Q-Zone — педаль эффекта Wah-wah, используется на концертах. (2009—2012)
- Dunlop MXR Smart Gate — педаль шумоподавления, используется на концертах. (2009—2012)
- Dunlop MXR Carbon Copy — педаль аналогового эффекта дилэй, используется на концертах. (2009—2012)
- Fulltone OCD — педаль эффекта овердрайв, используется на концертах. (2009—2012)
- EBS MD MultiDrive — педаль эффекта овердрайв, используется на концертах. (2009—2012)
- Rocktron Hush Systems The Pedal — педаль шумоподавления, используется на концертах. (2009—2012)
- TC Electronic Nova Delay ND-1 — педаль цифрового эффекта дилэй, используется на концертах. (2009—2012)
- TC Electronic Nova Dynamics — педаль-компрессор, используется на концертах. (2009—2012)
- TC Electronic MojoMojo Overdrive — педаль эффекта овердрайв, используется на концертах (2009—2012)
- TC Electronic Rottweiler Distortion — педаль эффекта дисторшн, используется на концертах (2009—2012)
- TC Electronic D-Two Multitap Rhythm Delay — процессор эффекта дилэй, используется на концертах (2009—2012)
- TC Electronic Dark Matter Distortion — педаль эффекта дисторшн, используется на концертах (2009—2012)
- Skrydstrup R&D SC1 MIDI Foot Controller + XT Module — ножной MIDI-контроллер для включения/выключения определённых гитарных эффектов, используется на концертах. (2009—2012)
- Sennheiser EW 172-G — гитарная радиосистема, используется на концертах. (2009—2012)
- SIT Richard Z Kruspe Signature Strings — подписные струны Рихарда (в комплекте также поставляется медиатор)[7]